# Tarenna spiranthera
Tarenna spiranthera är en måreväxtart som först beskrevs av Emmanuel Drake del Castillo, och fick sitt nu gällande namn av Anne-Marie Homolle. Tarenna spiranthera ingår i släktet Tarenna och familjen måreväxter. Inga underarter finns listade i Catalogue of Life.